# NGC 2457
NGC 2457 ist eine Spiralgalaxie vom Hubble-Typ Sbc im Sternbild Luchs am Nordsternhimmel. Sie ist schätzungsweise 326 Millionen Lichtjahre von der Milchstraße entfernt und hat einen Durchmesser von etwa 45.000 Lichtjahren. Wahrscheinlich bildet sie mit NGC 2456 ein gravitativ gebundenes Galaxienpaar.
Das Objekt wurde am 10. März 1874 von Ralph Copeland entdeckt.